# Abant
Abant (tur. Abant Gölü) – słodkowodne jezioro w tureckiej prowincji Bolu w północno-zachodniej Anatolii, powstało jako efekt osuwiska. Jezioro leży na wysokości 1328 m n.p.m. w odległości 32 km od miasta Bolu. Jest ulubionym miejscem wycieczek i spędzania wakacji zarówno dla Turków, jak i turystów z zagranicy, dzięki naturalnemu pięknu okolicy porośniętej gęstym lasem. Nad jezioro łatwo dojechać samochodem, ponieważ jest położone 21 km od autostrady E 80 / O-4 Stambuł – Ankara.
Od 1988 roku jezioro znajduje się na terenie parku natury.